# Сладковський Олександр Віталійович
Олександр Віталійович Сладковський (нар. 20 жовтня 1965, Таганрог, СРСР) — російський диригент. Народний артист Росії (2016). Закінчив Московську консерваторію та Санкт-Петербурзьку консерваторію.